# جی بوتروید
جی بوتروید (انگلیسی: Jay Bothroyd؛ زادهٔ ۷ مهٔ ۱۹۸۲) بازیکن فوتبال اهل انگلستان است. او در مهتیرن تیمی که بازی کرده است استوک سیتی است